# TrapStar Turnt PopStar
| Оценки критиков | Оценки критиков |
| Источник        | Оценка          |
| --------------- | --------------- |
| AllMusic        | [ 1 ]           |

TrapStar Turnt PopStar — второй и последний выпущенный при жизни студийный альбом американского рэпера PnB Rock, он был выпущен 3 мая 2019 года на лейбле Atlantic Records. Это двойной альбом, включающий в себя гостевые участия от Lil Durk, XXXTentacion, Quavo, A Boogie wit da Hoodie и других. Пластинка дебютировала под номером 4 в чарте Billboard 200.

## Композиция
Альбом разделён на две стороны:  TrapStar и PopStar. Первая «больше сосредотачивается на его жестоком воспитании на улицах Филадельфии», тогда как второй «демонстрирует жизнь, которой он живёт сейчас, когда наконец празднует и наслаждается плодами своего труда». PnB Rock усторил вечеринку в честь выхода альбома.

## Коммерческий успех
TrapStar Turnt PopStar дебютировал под номером четыре в американском чарте Billboard 200 с 42 000 альбомных эквивалентных единиц (включая 2000 физических копий). Альбом также собрал в общей сложности 45,73 миллиона прослушиваний за дебютную неделю.

## Список композиций
| №  | Название                                            | Продюсер                        | Длительность |
| -- | --------------------------------------------------- | ------------------------------- | ------------ |
| 1. | «Dreamin'»                                          | RichyMoe ProdByAJ               | 2:38         |
| 2. | «I Need More»                                       | Smash David Hitmaka Nick Fouryn | 2:59         |
| 3. | «Deez Streets» (при участии Lil Durk)               | Pro Logic Bkorn                 | 2:37         |
| 4. | «Go to Mars» (при участии Tee Grizzley)             | SkipOnDaBeat                    | 2:31         |
| 5. | «Penny Proud»                                       | Smash Bros                      | 2:39         |
| 6. | «Middle Child» (совместно с XXXTentacion)           | DatKidChris                     | 2:31         |
| 7. | «Fuck Up the City» (при участии Quavo и Mally Mall) | Mally Mall Cardo [a]            | 3:36         |
| 8. | «Nowadays»                                          | Niaggi                          | 3:04         |
| 9. | «Now or Never 2.0»                                  | Smash Bros                      | 3:35         |

| №  | Название                                          | Продюсер                           | Длительность |
| -- | ------------------------------------------------- | ---------------------------------- | ------------ |
| 1. | «Swervin'» (при участии Дипло)                    | Дипло King Henry                   | 3:05         |
| 2. | «I Like Girls» (при участии Lil Skies)            | Hitmaka Ayo Keyz                   | 2:31         |
| 3. | «All These Bandz» (при участии Tory Lanez)        | Austin Powerz Dez Wright Pro Logic | 3:04         |
| 4. | «Put You On» (при участии A Boogie wit da Hoodie) | 30 Roc Abaz X-Plosive              | 2:59         |
| 5. | «Stage Fright»                                    | Sevn Thomas Pro Logic              | 3:31         |
| 6. | «Choosin»                                         | OG Parker 1Mind G. Ry CVRE         | 3:16         |
| 7. | «My Ex»                                           | Remy                               | 2:50         |
| 8. | «ABCD (Friend Zone)»                              | Hitmaka Musik MajorX Tariq Beats   | 2:44         |
| 9. | «How It Feels»                                    | K-Mack Ray Lennon                  | 3:16         |

| №  | Название                                                | Продюсер                         | Длительность |
| -- | ------------------------------------------------------- | -------------------------------- | ------------ |
| 1. | «T-Shirt» (при участии Лил Уэйна)                       | DJ Frank E Johnny Yukon          | 3:14         |
| 2. | «Me & U»                                                | Remy                             | 2:55         |
| 3. | «Evolved» (при участии Roddy Ricch)                     | Remy                             | 3:04         |
| 4. | «Take My Soul» (при участии YoungBoy Never Broke Again) | Nick Mira Taz Taylor Frank Dukes | 2:42         |
| 5. | «HMP»                                                   | Allen Ritter Rex Kudo            | 3:03         |

### Комментарии
- Песня «Now or Never 2.0» является ремиксом песни «Now or Never» от Flyboy Tarantino, Craig Xen и Kidway, выпущенной на альбоме Members Only, Vol. 4[6]

## Чарты
| Чарт (2019)                    | Высшая позиция |
| ------------------------------ | -------------- |
| Канада (Canadian Albums Chart) | 14             |
| Нидерланды (Album Top 100)     | 73             |
| США Billboard 200              | 4              |